# Bezalel

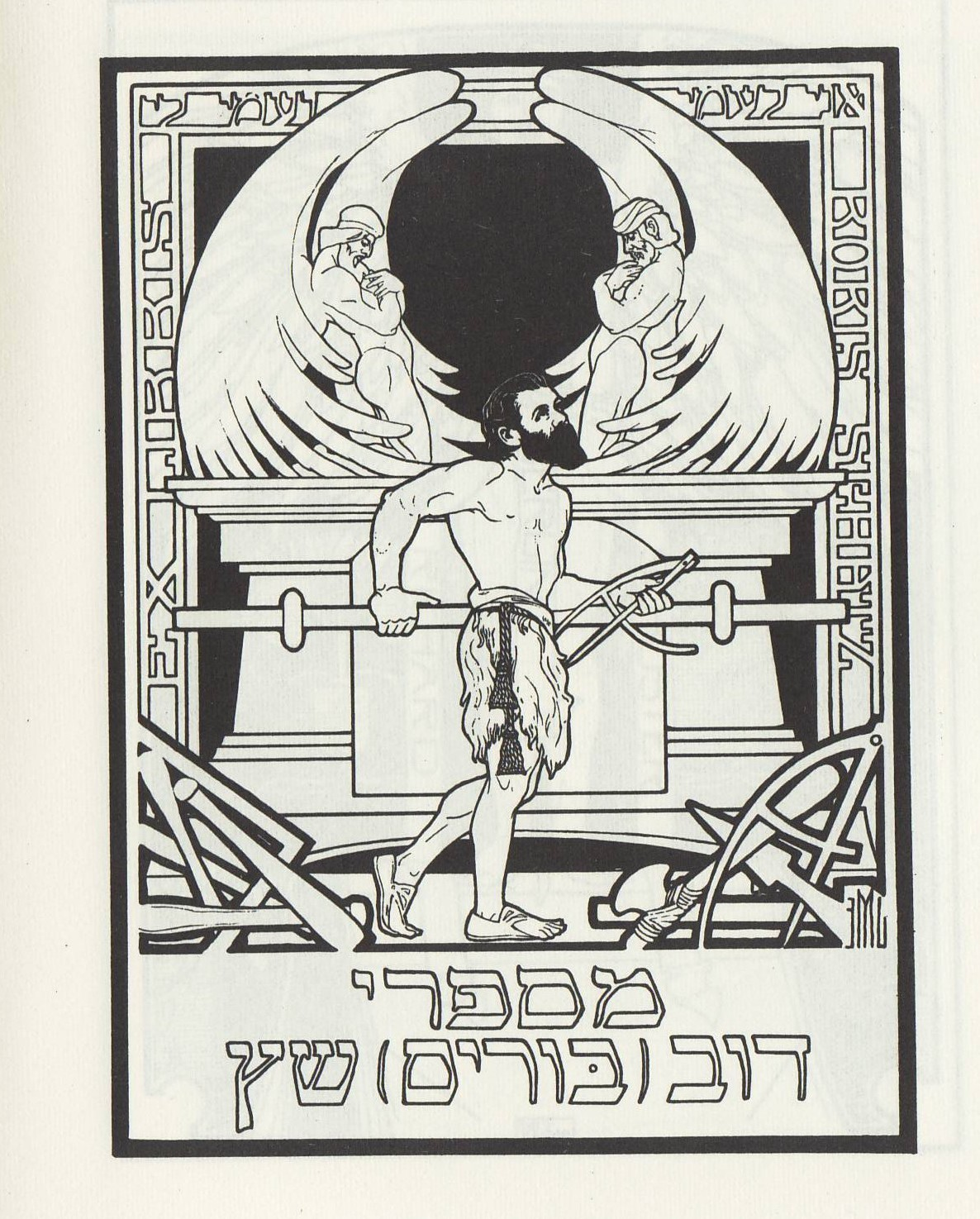
Bezalel vor der von ihm gefertigten Bundeslade, Exlibris von Boris Schatz (Ephraim Moses Lilien)

Bezalel (hebräisch בצלאל Betsalʾel) ist der Name einer biblischen Gestalt. In der antiken griechischen Übersetzung (Septuaginta) lautet der Name Beseleel, in der lateinischen Vulgata Beselehel.
Nach Bezalel ist eine 1906 in Jerusalem gegründete Kunstgewerbeschule und heutige Kunstakademie benannt, die Bezalel Academy of Arts and Design. Außerdem ist Bezalel auch ein männlicher Personenname.

## Hebräische Bibel
In der Tora ist Bezalel ein besonders begabter Kunsthandwerker, der von Mose beauftragt wird, das Zeltheiligtum (Mischkan) auszustatten: 

„Dann sagte Mose zu den Israeliten: Seht, der Herr hat Bezalel, den Sohn Uris, des Sohnes Hurs, vom Stamm Juda, beim Namen gerufen. 31 und ihn mit dem Geist Gottes erfüllt, mit Weisheit, Klugheit und Kenntnis für jegliche Arbeit, 32 Pläne zu entwerfen und sie in Gold, Silber und Kupfer auszuführen 33 und durch Schneiden und Fassen von Steinen und durch Schnitzen von Holz allerlei Kunstwerke herzustellen. 34 Auch hat er ihm und Oholiab, dem Sohn Ahisamachs, vom Stamm Dan, die Gabe verliehen, andere zu lehren. 35 Er hat sie erfüllt mit Kunstsinn zum Ausführen jeder Arbeit eines Steinschneiders, eines Kunstwebers und eines Buntwirkers in violettem und rotem Purpur, Karmesin und Byssus sowie eines Webers. Sie können alle Arbeiten ausführen und die Pläne dazu entwerfen.“

Der Bau eines Heiligtums erfordert eine besondere Qualifikation. Zwar stammt der Bauplan (hebräisch תבנית tavnit nach Ex 25,9.12 ) von Gott selbst, aber die Umsetzung oder detaillierte Ausführung lässt Freiraum für künstlerische Kreativität.

## Auslegungsgeschichte
Am Beispiel des Bezalel Ben Uri (der Name wird gedeutet als: „im Schatten Gottes, Sohn des Lichts“) und seinem Mitarbeiter Oholiab konnten jüdische und christliche Bibelausleger ihr Verhältnis zur Kunst erläutern.
Flavius Josephus bezeichnete Bezalel (altgriechisch Βασάελος Basáelos) als einen Aufseher über die Arbeiten, die von einer Volksmenge ausgeführt wurden. Josephus scheint das Urteil über Künstler zu teilen, das in der griechisch-römischen Antike weit verbreitet war: man bewundert die Kunstwerke, aber nicht die Person des Künstlers.
Von den Tannaiten ist kein Midrasch zu Bezalel überliefert. Das änderte sich aber in byzantinischer Zeit. Vielleicht ist es kein Zufall, dass gleichzeitig auch Synagogen mit kunstvollen Mosaikfußböden ausgestattet wurden. Die Auslegung suchte nun das Verhältnis von Mose und Bezalel zu klären, da sie beide mit dem Bau des Heiligtums und seiner Geräte beauftragt sind. Der Midrasch Tanchuma kommentierte, dass Mose nicht imstande gewesen sei, die Menora nach dem von Gott gezeigten Urbild herzustellen. So wurde Bezalel beauftragt, der keine Schwierigkeiten hatte, das Werk zu vollbringen. Mose bewunderte ihn dafür: Bezalel habe „im Schatten Gottes“ gestanden, als dieser Mose das Urbild zeigte. Der Midrasch Exodus Rabba dagegen brachte Mose und Bezalel in ein hierarchisches Verhältnis: Mose ordnete an, Bezalel führte aus.
Seit der Renaissance wurde Bezalel zum heroischen Künstler, dem Vorläufer von Michelangelo und Raffael – so Giorgio Vasari in seinen Künstlerbiografien. Nach dem Bilderverbot in den Zehn Geboten begründet die Beauftragung des Bezalel die religiöse Kunst neu, so Vasari. In der Reformationszeit und danach beriefen sich Protestanten und Katholiken gleichermaßen auf Bezalel.
Im Zionismus wurde Bezalel eine Art Schutzpatron für eine Künstlergruppe um Boris Schatz, die sich die Aufgabe gesetzt hatte, die jüdische Kunst zu erneuern. „Der Name der Schule signalisiert … sowohl die biblische Vergangenheit als auch das Vertrauen in ein menschliches Handeln, das sich unter göttlichen Schutz begibt.“ In den Arbeiten der Bezalel Academy of Arts and Design wurde Bezalel Ben Uri häufig dargestellt, wie er die Arbeiten der Kunstschule schmückt. Das Wüstenheiligtum ist dabei mit dem Jerusalemer Tempel verschmolzen, dem zweiten biblischen Bezugspunkt der Schule. Das von Ephraim Moses Lilien geschaffene Exlibris für Boris Schatz zeigt im Hintergrund die Bundeslade, im Vordergrund Bezalel Ben Uri, der die Gesichtszüge von Boris Schatz trägt. Typischerweise ist Bezalel Ben Uri in den Arbeiten der nach ihm benannten Schule herausgelöst aus dem Kontext Wüste und entgegen dem biblischen Bericht in einer fruchtbaren palästinensischen Landschaft bzw. in Jerusalem bei der Herstellung von Objekten für den Tempel zu sehen, also mit Salomo in eins gesetzt.
Im zeitgenössischen Amerika legitimiert die Berufung auf Bezalel eine intensive Beschäftigung mit figurativer Kunst unter evangelikalen Christen.

## Personen
- Von Einhard (* um 770 im Maingau; † 14. März 840 im Kloster Seligenstadt), dem Biografen Karls des Großen, wird berichtet, dass er wegen seiner praktischen Begabung in der Hofschule Karls den Beinamen Beseleel erhielt unter Bezugnahme auf den Erbauer der jüdischen Stiftshütte in Ex 35,30.[10]
- Bezalel Stern (1798–1853) war ein russischer jüdischer Pädagoge.
- Bezalel Ashkenazi (geb. um 1520; gest. um 1592) war ein in Ägypten lebender jüdischer Gelehrter.
- Bezalel Smotrich (* 1980), israelischer Politiker (Mafdal – HaTzionut HaDatit)